# Бертрам Пранс
Бертрам Стенлі Пранс (5 грудня 1889 – 9 серпня 1958) — британський художник, художник плакатів та ілюстратор, який працював карикатуристом для журналу Punch.

## Ранні роки
Пранс народився в Девоні у 1889 році, був одним з п'яти дітей.  Пранс відвідував мистецьку школу і був передплатником Press Art School - заочного курсу малювання, заснованого Персі Бредшоу. У 1915 р. у Ламбеті він одружився з Кейт Кітті Лілі Макфарлейн (1895-1979), в них народилося двоє дітей: Барбара Валері Пранс (1920–1982) та Крістофер Пол Макфарлейн Пранс (1927–). З 1917 року під час Першої світової війни Пранс служив у Королівських ВПС . 

## Художня кар'єра
Між війнами його твори публікувалися в таких періодичних виданнях, як "Гуморист", "Лондонська думка", "Панч" і "Татлер". У цей період він був популярний як ілюстратор книг, працюючи на Ентоні Армстронга та над книгами свого друга Б. К. Хілліам зі співочого дуету містер Флотсам та містер Джетсам. У 1934 році він виставив картину на літній виставці Королівської академії. Він був членом клубу Savage і був активним членом Лондонського ескізного клубу, обраний президентом останнього в 1948 р.
Як і інші художники,  під час та після війни, робота Пранса занепала, і він звернувся до живопису; працюючи в гуаші та оліях, він малював сільську місцевість, небо та узбережжя моря.   